# Пчелиный воск

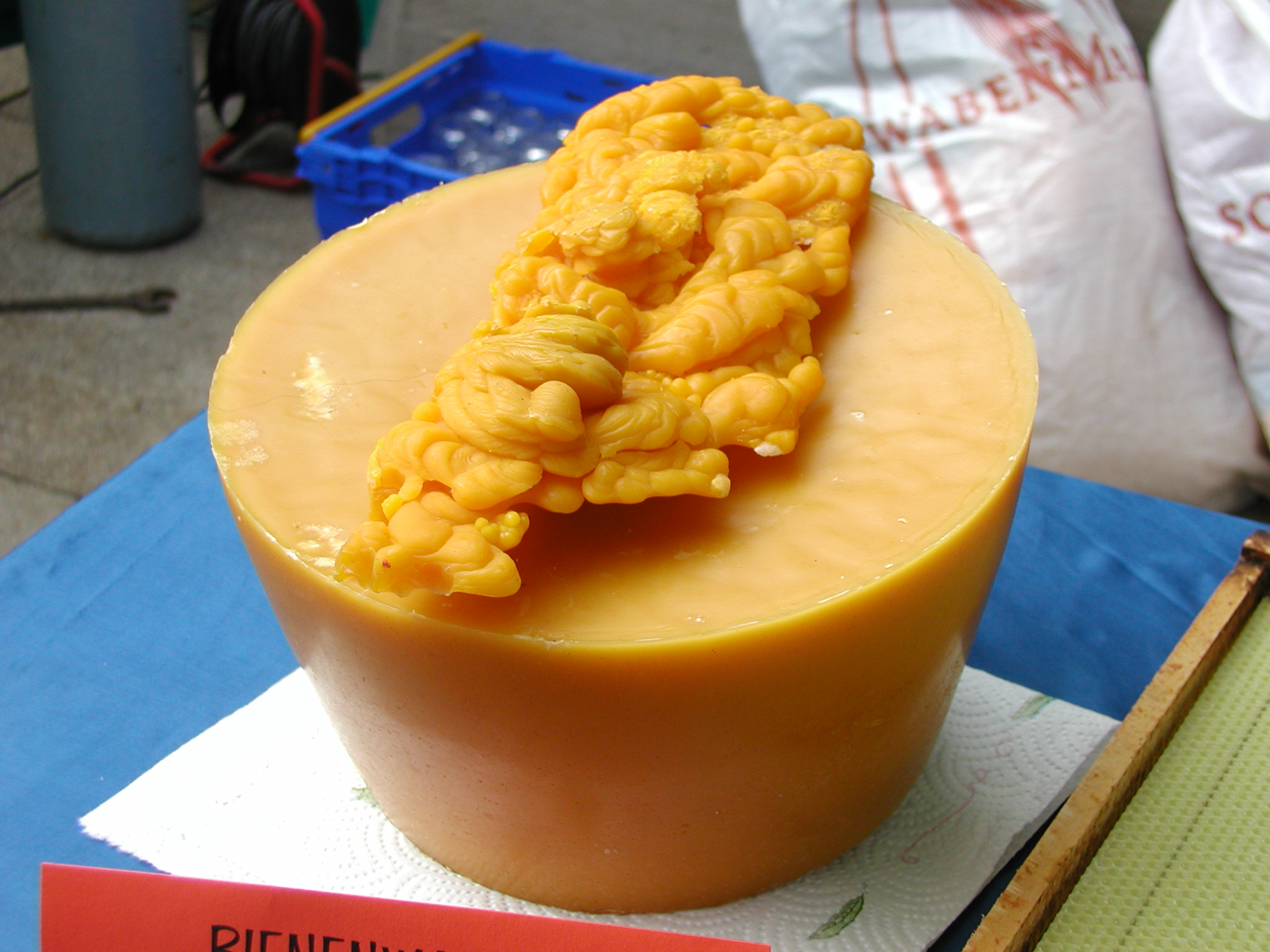
Кусок воска-капанца из солнечной воскотопки лежит на слитке воска паровой перетопки

Пчели́ный воск —  смесь органических веществ, вырабатываемых восковыми железами медоносных пчёл для постройки сот.
Представляет собой многокомпонентное твёрдое вещество от белого (с лёгким жёлтым оттенком) до жёлто-бурого цвета с характерным медовым запахом. Под действием солнечного света в тонких слоях пчелиный воск осветляется. При наличии примеси прополиса пчелиный воск может приобретать зеленоватый оттенок.

## Термические свойства воска
При температуре 35 °C воск становится пластичным.
Плавится при температуре 62—68 °С.
Появление белёсой пены и вскипание при температуре порядка 100 °С связано с наличием воды, эмульгированной в воске при обычном (мокром) способе его переработки.
При температуре свыше 120 °С воск начинает парить вследствие термической деструкции отдельных его компонентов.
Гореть воск начинает при 300 °C.

## Химические свойства

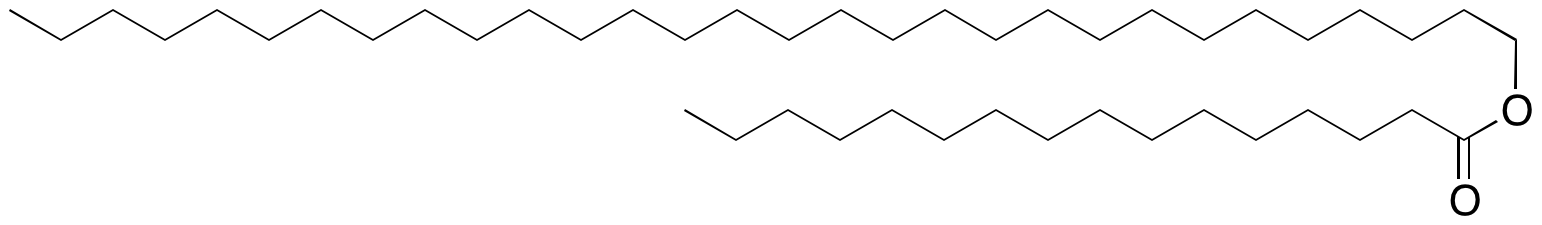
Эфир мирицилового (меллисилового) спирта и пальмитиновой кислоты

Нерастворим в воде, глицерине, холодном спирте;
Хорошо растворим в горячем спирте, жирах, эфирных маслах, парафине, скипидаре, бензине, хлороформе, эфире.
Удельный вес 0,959—0,967. Твёрдость воска по Моосу — менее 1.
Основная масса пчелиного воска состоит из сложных эфиров, жирных кислот и многоатомных спиртов, исключая глицерин
Так путём растворения в этиловом спирте при различных температурах пчелиный воск может быть разделен на 3 основные фракции:
1. Мирицин (состоящий преимущественно из мирицилового (меллисилового) спирта и пальмитиновой кислоты) ~80 %;
2. Церин (состоящий преимущественно из церотиновой кислоты) ~16 %;
3. Церолеин ~4 %.

В состав пчелиного воска входит около 50 различных химических соединений, среди них:
— Сложные эфиры — (70 −75 %) — образованные предельными одноосновными кислотами — (пальмитиновой, неоцеротиновой и мелиссиновой) и предельными одноосновными спиртами (цериловым, меллисиловым), но преобладают сложные эфиры мирицилового (меллисилового) спирта и пальмитиновой кислоты — пальмитиновомирициловые эфиры с формулой — C15H31COOC30H61,
— предельные углеводороды (10 −17 %) — гептакозан и пентакозан (придают воску большую химическую устойчивость),
— свободные жирные кислоты (12 −15 %) — неоцеротиновая, церотиновая, монтановая, мелиссовая, олеиновая, — находящиеся в свободном состоянии,
— свободные высокомолекулярные одноатомные спирты — неоцериловый, монтаниновый, мелиссиловый, цериловый, — находящиеся в свободном состоянии,
— вода — (до 2,5 %).
Кислоты пчелиного воска в горячей воде легко взаимодействуют с солями жесткости воды, с металлической посудой, образуя соли жирных кислот. Это уменьшает выход воска при вытопке и ухудшает качество получаемого воска вплоть до полной потери возможности использования такого воска для традиционных применений.
В медицине воск используется как компонент мазей и пластырей, что обусловлено исключительно его физическими свойствами, например, способностью к загущению и клейкостью при температуре тела человека, и никак не связано с мифологическими "бактерицидными" свойствами.

## Классификация

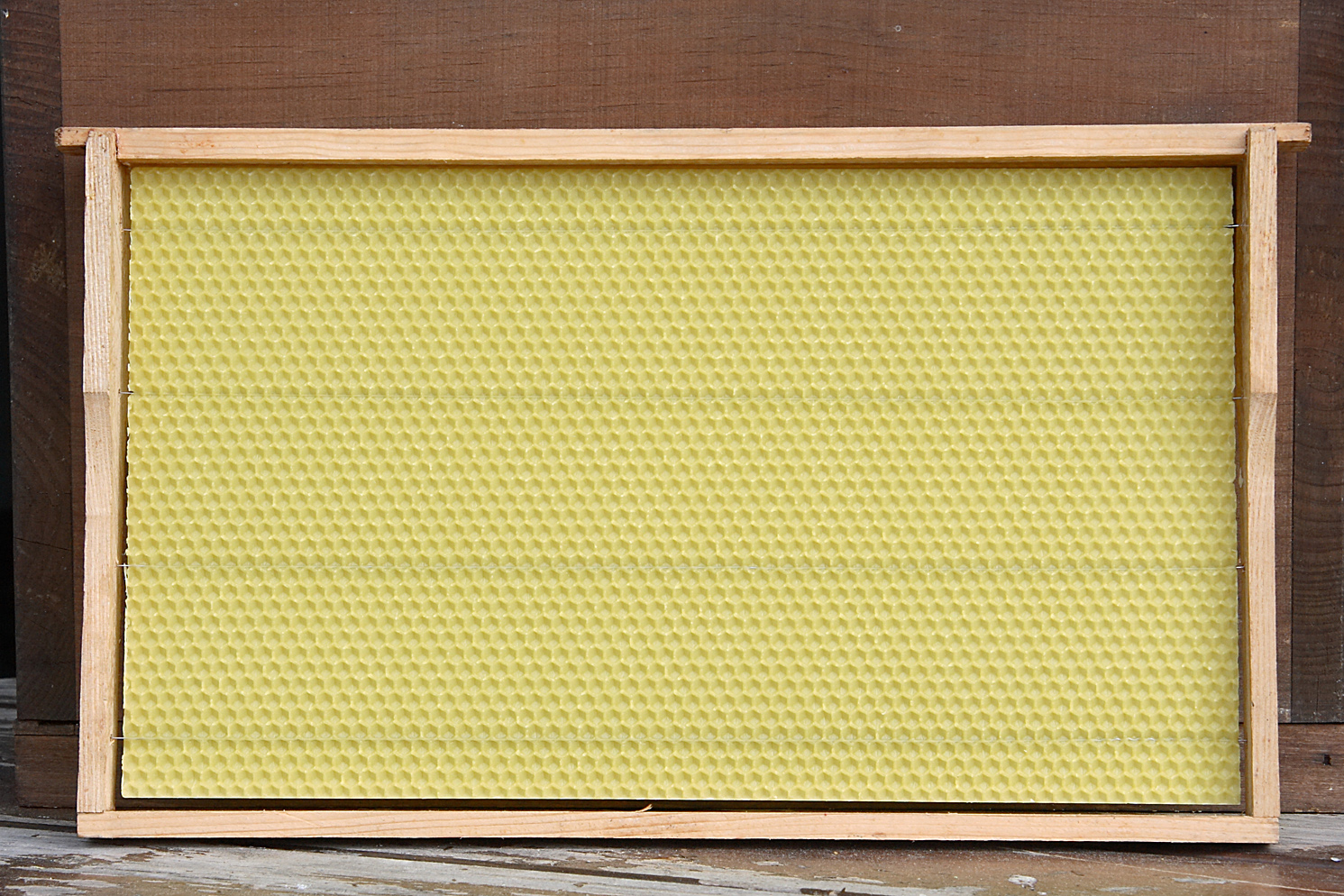
Рамка с вощиной

Различают следующие сорта пчелиного воска:
1. Ранее в СССР отдельно выделяли воск-капанец, получаемый перетопкой светлого воскосырья в солнечных воскотопках. Такой воск практически не содержит эмульгированной воды, обладает наилучшими параметрами по чистоте, цвету, твёрдости, органолептическим показателям. В действующих ГОСТ-Р пчелиный воск-капанец как отдельный сорт воска не выделяется. Воск-капанец использовался при изготовлении косметических и лекарственных средств.
2. Воск пасечный согласно ГОСТ 21179-2000 — обычный пчелиный воск, обладающий всеми характерными свойствами пчелиного воска, получаемый первичной перетопкой воскового сырья при температурах 80—100 °C, как правило, в присутствии водяного пара или горячей воды. Пасечный воск используется для производства вощины и для других целей, в том числе медицинских и пищевых.
3. Воск производственный согласно ГОСТ 21179-2000 — обычный пчелиный воск, обладающий всеми характерными свойствами пчелиного воска, получаемый заводской переработкой вытопок (так называемой пасечной мервы) при температурах 80—100 °C, как правило, в присутствии водяного пара или горячей воды с использованием воскопрессов и/или центрифуг различной конструкции. Производственный воск используется в количестве до 10 % по весу при производстве вощины, для любых других целей. Образующиеся твердые отходы изготовления производственного воска носят название заводской мервы и после высушивания могут использоваться для получения экстракционного воска.
4. Воск пчелиный экстракционный согласно ГОСТ-Р 52098-2003, получаемый экстрагированием воска из воскосырья (так называемой заводской мервы) с использованием бензина или нефраса с последующим выпариванием растворителя. Экстракционный воск имеет цвет от светло- до темнокоричневого и характерный запах растворителя. Экстракционный воск используется для различных промышленных целей.

Экстрагирование воска может производиться с использованием иных растворителей (не гостируется).
- Воск, экстрагированный горячим спиртом после отгонки растворителя характеризуется цветом от светло- до тёмнокоричневого, отсутствием запаха и повышенной твёрдостью.
- Воск, экстрагированный тетра- и/или трихлорэтиленом после тщательной отгонки растворителя характеризуется ярко-жёлтым цветом и запахом меда. Твёрдость такого воска существенно зависит остаточной концентрации растворителя — от мягкой пасты до твёрдого слитка, но в основном остается ниже, чем у пасечного воска.

## Происхождение и получение воска
Пчелиный воск является одним из массовых продуктов пчеловодства. Хотя некоторые насекомые, например шмели, также производят воск, но из-за особенностей биологии шмелей такой воск не получают в количествах, имеющих какое-либо хозяйственное значение.
Наиболее интенсивно пчелиный воск производят пчёлы младших возрастов, при этом воск выделяется у них на брюшке в виде белёсых пластинок. Выделившийся воск пчёлы используют для строительства сотов, иногда для уплотнения элементов гнезда. Свежий воск, появляющийся в гнезде весной, обычно имеет белый цвет. Воск, используемый для строительства сот в более поздние периоды, имеет выраженный жёлтый цвет, иногда до коричневого. Вероятно, это связано с особенностями биологии пчелы и её питания.
По мере эксплуатации на поверхности стенок восковых ячеек сотов накапливаются окрашивающие вещества мёда, пыльцы, остатки коконов, которые формируют внутри ячеек пчелиные личинки. Соты темнеют сперва до коричневого, а потом и до полностью чёрного цвета Из-за остатков коконов диаметр ячеек уменьшается, вследствие чего такие соты становятся непригодными для применения в пчелином гнезде и изымаются оттуда для последующей вытопки воска.
Чем темнее становятся соты по мере эксплуатации в пчелиной семье, тем больше там содержится балластных веществ, тем ниже процентное содержание воска, тем меньшую долю воска можно выделить из такого воскосодержащего сырья.
Чистый пчелиный воск получают путём перетопки воскосодержащего сырья. Остатки воска для технических целей могут быть извлечены из вытопок экстрагированием органическими растворителями.

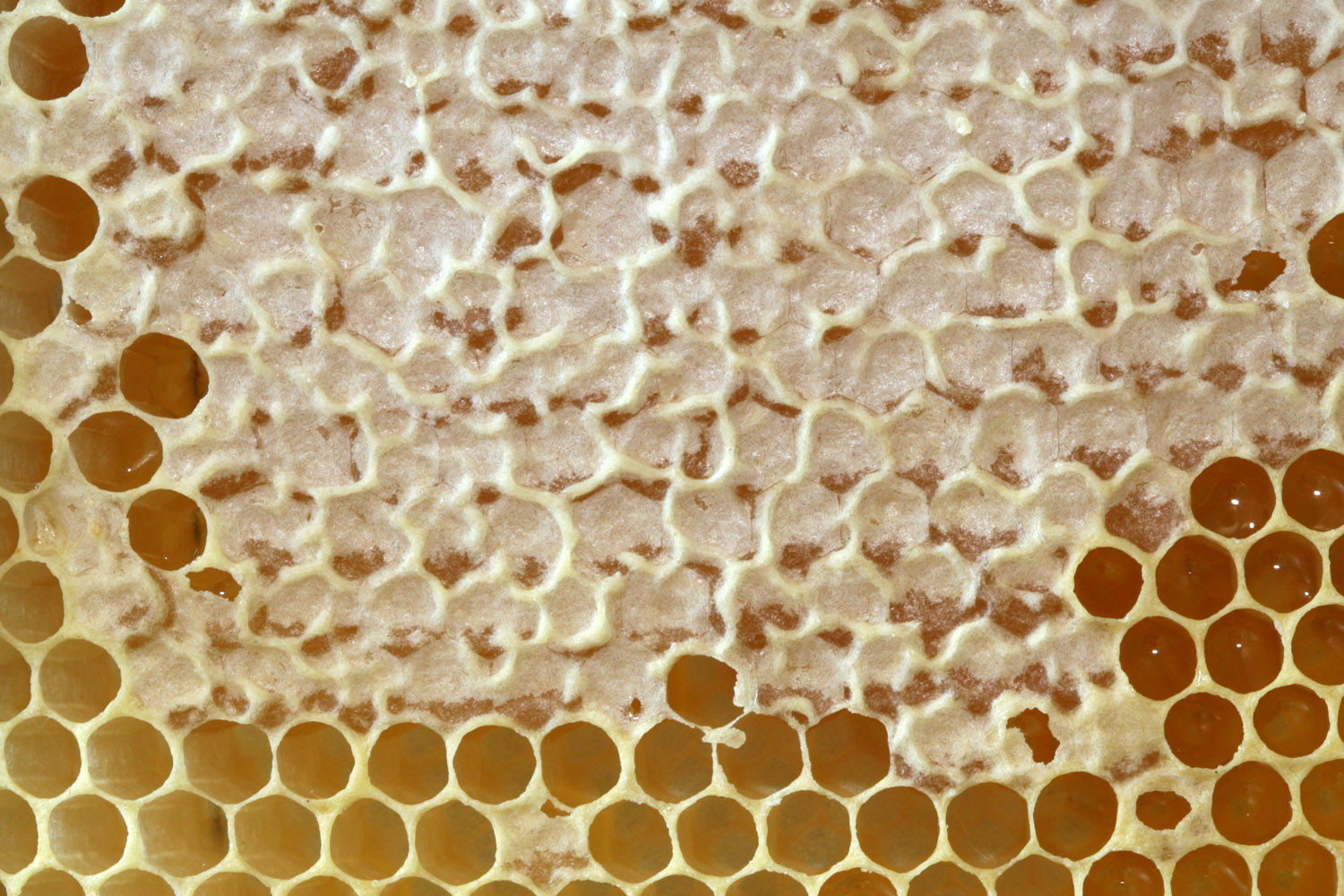
Соты с мёдом, запечатанные забрусом

В качестве первичного воскового сырья используют:
1. обрезки воска, образующиеся при работе с пчелиными семьями на пасеке;
2. выбракованные по различным причинам соты;
3. забрус (крышечки, срезаемые с сотов перед откачкой мёда);
4. воск, остающийся после съедания мёда в сотах.

В качестве вторичного воскового сырья используют вытопки первичного воскового сырья. Такие вытопки называют пасечной мервой.
Различают четыре основных способа переработки:
1. Сухая вытопка с использованием солнечных воскотопок. Этот способ позволяет получать наиболее чистый и высококачественный воск-капанец. Отчасти это связано с воздействием солнечного света, осветляющего воск, отчасти с длительностью процесса, когда расплавленный воск медленно стекает в приёмное отделение воскотопки, где в течение длительного времени отстаивается и кристаллизуется без присутствия влаги. Солнечные воскотопки не требуют использования дополнительных источников энергии. Однако, процесс солнечной перетопки длителен и малопроизводителен, в вытопках после солнечной воскотопки остаётся до 70 % воска, которые невозможно извлечь этим способом.
2. Паровая вытопка с использованием паровых воскотопок различной конструкции, в которых горячий пар подаётся в камеру с первичным восковым сырьём. Выплавленный воск вместе с конденсатом стекает в приёмную посуду, где либо сразу кристаллизуется в слиток, либо накапливается для последующей переплавки в слиток. Паровая переработка позволяет выделить из сырья до 60 % содержащегося там воска.
3. Водная вытопка предусматривает разваривание воскосырья в объёме воды. При этом часть содержащегося в воскосырье воска всплывает на поверхность воды. На многих малых пасеках этот способ до сих пор остаётся основным способом получения товарного воска. В промышленных условиях воскосырье подвергают развариванию в воде, с тем чтобы подать разваренную мерву на воскопресс или центрифугу и отжать из неё оставшийся воск. Путём прессовой переработки количество недоизвлеченного воска можно понизить до 30 % от первоначального количества. Центрифугирование способно понизить содержание недоизвлеченного воска до 10-15 %. Пчелиный воск водной вытопки и тем более после воскопресса обычно темнее воска, полученного другими способами, из-за наличия балластных веществ (пыльца растений, остатки коконов и другое), большего количества воды. Качество такого воска несколько ниже. Такой воск, как правило, подвергают дополнительной очистке: отстаиванию и фильтрованию, а в промышленных условиях ещё и центрифугированию.
4. Экстракция бензином, нефрасом, горячим спиртом, трёх— и четырёххлористым углеродом предусматривает размачивание высушенной заводской мервы (и вытопок после прессования/центрифугирования) в одном из названных растворителей и упаривание в мягких условиях отфильтрованного экстракта.

Воск паровой и водной переработки после выделения из воскосырья обычно перекристаллизуется в широкой посуде вместе с остатком воды. Для получения качественного слитка создают условия для направленной кристаллизации слитка от нижней и боковой части посуды вверх и к середине слитка. При кристаллизации слиток дает заметную термическую усадку (до 2—5 %). При правильно подобранных условиях кристаллизации слиток не раздирается, не пристает к стенкам посуды, а свободно плавает на поверхности остаточной воды с зазором порядка нескольких миллиметров от стенок посуды. На нижней части воскового слитка всегда формируется рыхлый эмульсионный слой, толщина и рыхлость которого существенно зависят от качества и количества избыточной воды, интенсивности кипения остаточной воды, её жёсткости, интенсивности перемешивания в процессе расплавления, скорости кристаллизации воска. В этом слое также концентрируются малорастворимые балластные вещества. Эмульсионный слой всегда должен быть удалён с нижней поверхности готового слитка, но может повторно перерабатываться совместно с первичным или вторичным воскосырьём.

## Применение

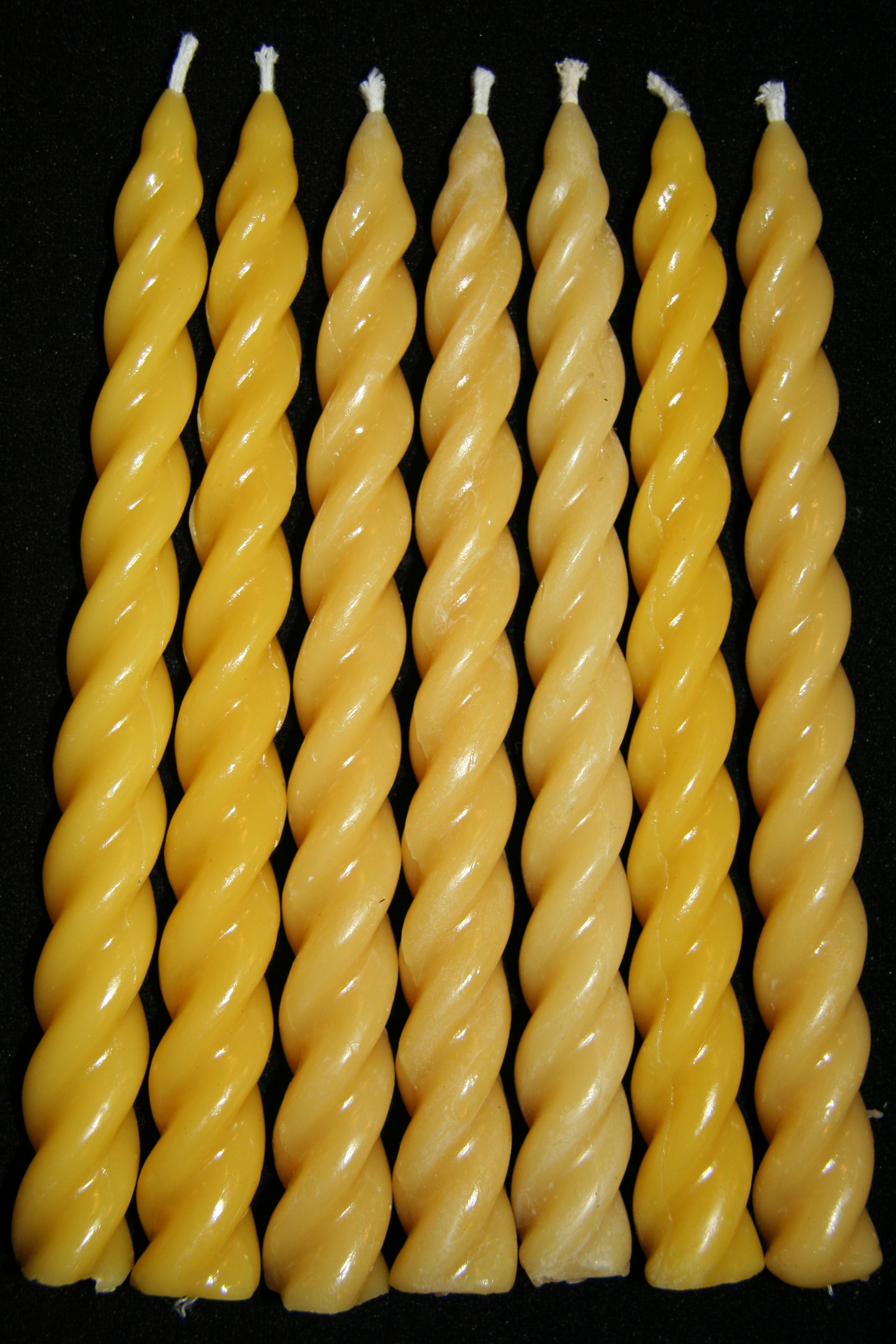
Свечи

- Большая часть производимого в мире пчелиного воска используется для производства вощины.
- В натуральной косметике и фармацевтике — один из основных (загущающих) компонентов биоинертной масляно-жировой основы кремов и мазей, основной компонент помад, твёрдых духов;
- Сырьё для производства свечей. Из-за относительной дороговизны воска ординарные свечи для бытового применения, как правило, делаются из парафина и/или стеарина. Восковые свечи чаще используются там где принципиально использование именно пчелиного воска, например, в некоторых религиозных ритуалах.
- Покрытие некоторых видов сыра с целью предотвращения от высыхания (конкурирует с парафином).
- Пищевая добавка Е-901.
- Изготовление выплавляемых моделей для литья (в основном вытеснен безусадочными парафин-стеариновыми и иными модельными смесями).
- Компонент натуральных полировочных составов для мебели, деревянных изделий, паркетных полов и др. (как правило, экстракционные воска);
- Модифицирующий компонент полировальных пеко-канифольных смол, в настоящее время теряет свое значение, так как подобные композиции из природных веществ плохо поддаются унификации для массового производства — заменяются на полировальные битумные смолы;
- Составная часть защитных мастик, например, для изделий из мрамора (как правило, экстракционные воска);
- Используется для смазки тетивы из синтетических нитей, её обмотки и направляющей для стрел арбалетов, в составе лыжных мазей (как правило, экстракционные воска).
- Используется при производстве аккордеонов и баянов для крепления голосов к резонаторам.